# Pandora (seriál)
Pandora je americký sci-fi televizní seriál, jehož autorem je Mark A. Altman. Vysílán byl na stanici The CW v letech 2019–2020, celkem vzniklo 23 dílů rozdělených do dvou řad. Seriál byl natáčen v Bulharsku.

## Příběh
Pandora je mladá dívka, která v roce 2199 ztratí vše. Smysl života však najde v zařízení Earth's Space Training Academy, kde se společně s ostatními podrobuje výcviku potřebnému k ochraně Galaxie.

## Obsazení
- Priscilla Quintana jako Jacqueline „Jax“ Zhou, zvaná Pandora
- Oliver Dench jako Xander Duvall
- Raechelle Banno jako Atria Nine (1. řada)
- John Harlan Kim jako Greg Li (1. řada, jako host v 2. řadě)
- Ben Radcliffe jako Ralen
- Banita Sandhu jako Delaney Pilar (1. řada)
- Martin Bobb-Semple jako Thomas James Ross (1. řada)
- Noah Huntley jako profesor Donovan Osborn
- Akshay Kumar jako Jett Annamali (2. řada, jako host v 1. řadě)
- Nicole Castillo-Mavromatis jako Zazie (2. řada)

Následující jsou v titulcích uvedeni mezi hlavními rolemi pouze v případě, že v daném díle hráli:
- Tehmina Sunny jako Regan Freid (1. řada)
- Vikash Bhai jako Martin Shral
- Tommie Earl Jenkins jako Ellison Pevney (1. řada)
- Manu Bennett jako Leone Vokk (1. řada)
- Tina Casciani jako Tierney (2. řada, jako host v 1. řadě)
- Tegen Short jako Matta (2. řada)
- Shani Erez jako admirál Meredith Lucas (2. řada)
- Roxanne McKee jako Eve (2. řada)
  - v 1. řadě hrála tuto postavu jako host Charisma Carpenter
- Luke Fetherston jako Harlan Fried (2. řada, jako host v 1. řadě)

## Vysílání
| Řada | Díly | Premiéra v USA    | Premiéra v USA    |
| Řada | Díly | První díl         | Poslední díl      |
| ---- | ---- | ----------------- | ----------------- |
| 1    | 13   | 16. července 2019 | 1. října 2019     |
| 2    | 10   | 4. října 2020     | 13. prosince 2020 |

Seriál Pandora byl stanicí The CW oznámen v dubnu 2019. Úvodní díl třináctidílné řady odvysílán 16. července 2019. V říjnu 2019 ohlásila stanice The CW objednávku druhé řady seriálu, která měla premiéru na podzim 2020. Poslední díl byl odvysílán 13. prosince 2020. V květnu 2021 bylo potvrzeno zrušení seriálu.